# 5758 Brunini
5758 Brunini è un asteroide della fascia principale. Scoperto nel 1976, presenta un'orbita caratterizzata da un semiasse maggiore pari a 2,2474175 UA e da un'eccentricità di 0,0623391, inclinata di 6,76565° rispetto all'eclittica.
L'asteroide è dedicato all'astronomo Adrián Brunini, responsabile del gruppo di meccanica celeste all'Osservatorio La Plata.